# Derrick Obasohan
Derrick Obasohan (Houston, Estats Units, 18 d'abril de 1981) és un jugador professional de bàsquet estatunidenc amb passaport de Nigèria que juga en la posició d'aler.

## Clubs
- Temporada 2000-01: Texas Arlington,  Estats Units (NCAA)
- Temporada 2001-02: Texas Arlington,  Estats Units (NCAA)
- Temporada 2002-03: Texas Arlington,  Estats Units (NCAA)
- Temporada 2003-04: Texas Arlington,  Estats Units (NCAA)
- Temporada 2004-05: Etzella Ettelbruck,  Luxemburg (DBBL)
- Temporada 2005-06: Verviers-Pepinster,  Bèlgica (D1) Abandona l'equip a mitja temporada.
- Temporada 2005-06: Belenenses,  Portugal (TMN)
- Temporada 2006-07: Hyeres-Toulon,  França (Pro A)
- Temporada 2007-08: Strasbourg,  França (Pro A)
- Temporada 2008-09: Strasbourg,  França (Pro A)
- Temporada 2009-10: Hyeres-Toulon,  França (Pro A)
- Temporada 2010-11: Trabzonspor,  Turquia (TBL)
- Temporada 2011-12: Club Joventut de Badalona (ACB)
- Temporada 2012-2013: CA Boca Juniors,  Argentina (Lliga argentina de bàsquet) Juga 5 partits.
- Temporada 2012-2013: Cholet Basket,  França (Pro A)[1]
- Temporada 2013-2014: AS Monaco Basket,  França (3a divisió francesa)[2]

## Selecció Nacional
- 2006. Nigèria. Global Games, a Dallas.
- 2006. Nigèria. Mundial, a Japón.
- 2011. Nigèria. Afrobasket, a Madagascar. Bronze
- 2012. Nigèria. Preolímpic, a Caracas.
- 2012. Nigèria. Jocs Olímpics, a Londres.

## Palmarès
- 2004-05. Etzella Ettelbruck (Luxemburgo). DBBL. Subcampió.
- 2004-05. Etzella Ettelbruck (Luxemburgo). Copa. Campió
- 2011. Nigeria. Afrobasket, a Madagascar. Bronze